# Schaltregler
Schaltregler als Begriff der Elektrotechnik bzw. Elektronik bezeichnet Techniken zur Spannungs- und/oder Stromwandlung als Basis für die Stromversorgung elektrischer Geräte und Baugruppen mithilfe eines periodisch arbeitenden elektronischen Schalters und mindestens eines Energiespeichers.

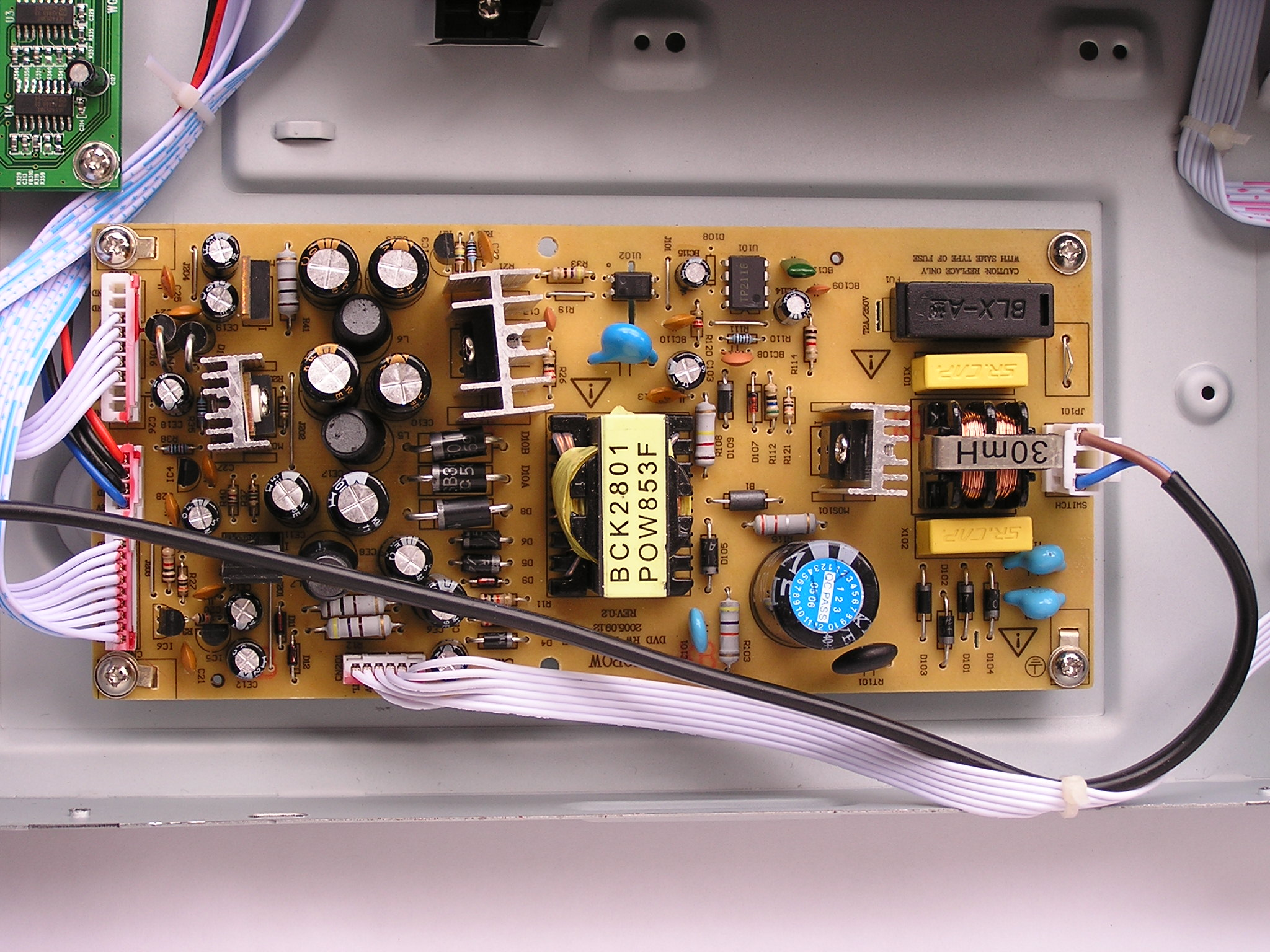
Schaltwandler zur Stromversorgung eines DVD-Spielers

Zu den Schaltreglern gehören unter anderem:
- Abwärtswandler oder Tiefsetzsteller (engl. buck regulator/converter): Erzeugt am Ausgang eine niedrigere Gleichspannung als am Eingang.
- Aufwärtswandler oder Hochsetzsteller (engl. boost regulator/converter): Erzeugt am Ausgang eine höhere Gleichspannung als am Eingang.
- Inverswandler (engl. Buck–Boost): Kann am Ausgang eine höhere oder eine tiefere Gleichspannung als am Eingang erzeugen, allerdings ist diese invertiert.
- SEPIC-Wandler: Schaltungstechnische Kombination aus Abwärts- und Aufwärtswandler, gekennzeichnet durch einen Kondensator als zusätzlichen Energiespeicher.
- Ćuk-Wandler:  Schaltungstechnische Kombination aus Abwärts- und Aufwärtswandler, invertierend, gekennzeichnet durch einen Kondensator als zusätzlichen Energiespeicher.
- Schaltnetzteile (kurz SMPS, von engl. switched-mode power supply) als Oberbegriff für getaktete Stromversorgungs-Baugruppen aus der Netzspannung.
- Gleichstromsteller: nicht galvanisch getrennte Gleichspannungswandler, oft auch ohne Rückkopplung/Regelung
- Gleichspannungswandler (engl. DC/DC converter), Oberbegriff sowohl für potentialtrennende als auch für nicht potentialtrennende Baugruppen, die aus einer (variablen) Gleichspannung eine andere  erzeugen.

Auch Laderegler für Akkumulatoren, beispielsweise in Lichtmaschinen und Laptops, sind meist Schaltregler, um hohen Wirkungsgrad zu ermöglichen. Dabei gelten aber erheblich geringere Anforderungen für Regelgenauigkeit und -geschwindigkeit.  